# پروتئین‌های مرتبط با بیماریزایی
پروتئین‌های مرتبط با بیماریزایی (به انگلیسی: Pathogenesis-related protein)، پروتئین‌هایی هستند که در گیاهان و به هنگام حملهٔ عوامل بیمارگر به گیاه تولید می‌شوند. پروتئینهای مرتبط با بیماریزایی از اجزای دستگاه ایمنی سازگار می‌باشند. بیماری در گیاه سبب فعال شدن ژن‌هایی می‌شود که منجر به تولید گشتن پروتئین‌های مرتبط با بیماریزایی می‌شود. برخی از این پروتئین‌ها ضدمیکروبی هستند و با از بین بردن دیواره یاخته عوامل بیماریزیی چون باکتری‌ها و قارچ‌ها آنها را نابود می‌سازند. انواع دیگر این پروتئین‌ها پیام هشدار دهنده‌ای را به سرتاسر گیاه مبنی بر حملهٔ عوامل بیماری‌زا به گیاه می‌رسانند، نوع دیگری از این پروتئین‌ها سبب اتصال عرضی مولکول‌های دیواره یاخته گیاه که شامل لیگنین نیز می‌باشند می‌شوند که سبب کند شدن پخش شدن بیماری به دیگر نقاط گیاه می‌شود.
همچنین اسید سالیسیلیک نقش اساسی در تحریک شدن فرایند تولید پروتئین‌های مرتبط با بیماریزایی دارد.
بسیاری از پروتئین‌هایی که در انگور یافت می‌شوند در اصل پروتئین‌های مرتبط با بیماریزایی هستند، این پروتئین‌ها مشابه با توماتین و کیتیناز می‌باشند.